# Olympische Sommerspiele 1980/Teilnehmer (Benin)
| Gelbes Symbol für Goldmedaillen mit stilisierten Olympischen Ringen | Graues Symbol für Silbermedaillen mit stilisierten Olympischen Ringen | Braundes Symbol für Bronzemedaillen mit stilisierten Olympischen Ringen |
| ------------------------------------------------------------------- | --------------------------------------------------------------------- | ----------------------------------------------------------------------- |
| —                                                                   | —                                                                     | —                                                                       |

Benin nahm an den Olympischen Sommerspielen 1980 in Moskau, UdSSR, mit einer Delegation von 16 Sportlern (15 Männer und eine Frau) teil.

## Teilnehmer nach Sportarten

### Boxen
- Firmin Abissi
Bantamgewicht: 17. Platz

- Barthelémy Adoukonu
Federgewicht, 9. Platz

- Patrice Martin
Leichtgewicht: 17. Platz

- Aurélien Agnan
Halbweltergewicht: 17. Platz

- Pierre Sotoumey
Weltergewicht: 17. Platz

- Roger Houangni
Halbmittelgewicht: 17. Platz

- Étienne Loco Gbodolle
Mittelgewicht: 17. Platz

### Leichtathletik
- Pascal Aho
100 Meter: Vorläufe
200 Meter: Vorläufe

- Léopold Hounkanrin
400 Meter: Vorläufe

- Adam Assimi
800 Meter: Vorläufe

- Damien Degboe
1500 Meter: Vorläufe

- Amadou Alimi
5000 Meter: Vorläufe

- Théophile Hounou
Weitsprung: 26. Platz in der Qualifikation

- Henri Dagba
Dreisprung: 18. Platz in der Qualifikation

- Inoussa Dangou
Speerwurf: 17. Platz in der Qualifikation

- Edwige Bancole
Frauen, 100 Meter: Vorläufe